# 武田信豊 (甲斐武田氏)
武田 信豊（たけだ のぶとよ）は、戦国時代の武将。甲斐武田氏の親族衆で庶流の吉田氏を継いだ武田信繁の次男。信豊は武田信玄の甥で、武田勝頼の従弟に当たる。父・信繁が第4次川中島の戦いで戦死し、望月家に養子に入っていた兄・義勝（望月信頼）も父の死の直後に早世したため、信豊が跡を継ぐ。『甲陽軍鑑』に拠れば幼名は「長老」、諱は当初は「信元」で後に「信豊」に改名したとされるが確認されない。正室は西上野の国衆・小幡憲重の娘。

## 生涯

### 出生から家督相続
天文18年（1549年）、武田氏の当主・武田信玄の実弟である武田信繁の次男として生まれる。母は不詳であるが法名が「養周院日藤尼」で、天正10年（1582年）3月16日に信豊とともに信濃小諸城で自害している。信豊の生年は『当代記』に記される「享年34」より逆算。
系図類に拠れば信繁には3人の男子があるが、長兄の信頼は『高野山引導院過去帳』に拠れば天文16年（1547年）出生で、信濃国佐久郡の国衆・望月氏を継承し「望月三郎」を称した。このため、信豊は早くから信繁の嫡男として扱われており、生母が信繁の正室であったとも考えられている。『武田源氏一統系図』によれば信頼は永禄7年（1564年）に病死しており、望月氏は弟の信永（実名を「義勝」とする史料もあるが未詳）が継承し、信永は天正3年（1575年）の長篠の戦いで戦死している。信永の戦死後は信豊の娘婿が望月氏を継承する。
永禄元年（1558年）には信豊にあたる「長老」に対して「武田信繁家訓」を授けている。これは九十九か条の家訓で、『群書類従』巻403に収録されている。『群書類従』では「信玄家法下」と呼称されているが、これは甲府の長禅寺二世・龍山子（春国光新）による序文の位置の誤りから生じた呼称とされ、現在では古写本の堀田本に基づき「武田信繁家訓」と称されている。
永禄4年（1561年）9月、第4次川中島の戦いにおいて父の武田信繁が戦死し、後を継いで親族衆に列する。『甲陽軍鑑』に拠れば信豊は200騎を指揮したという。『甲陽軍鑑』によれば武田信豊は武田家臣団において親族衆の穴山信君とともに武田勝頼を補佐する立場にあったという。

### 信玄期の活動
永禄10年（1567年）8月、武田家では信玄の嫡男である義信が廃嫡される「義信事件」が起こる。これに際して家臣団の動揺を沈静化するため行われた生島足島神社への起請文があり（下之郷起請文）、「六郎次郎」の仮名が見られ、これが信豊の初見文書となっている。この時点で武田信豊は信濃諏訪衆を同心としている。なお、親族衆では信豊と叔父にあたる信廉のみが起請文を提出している。
永禄12年（1569年）12月10日付徳秀斎宛武田信玄書状（『恵林寺文書』）に拠れば、同年の武田氏の駿河侵攻に際して、武田信豊は武田家の世子となった諏訪勝頼（武田勝頼）とともに相模国の後北条氏の蒲原城を攻略しており、この時は「左馬助」を称している。『新居家所蔵文書』に拠れば、元亀3年（1572年）の西上作戦では、武田信豊は信濃高遠城在番を務めている。一説に、麾下の軍装は黒揃えであったと伝わる。天正元年（1573年）の三河国長篠・作手侵攻にも武田信豊は参加している。同年4月12日には信玄が死去。

### 勝頼の家督相続から長篠合戦期の活動
武田家における武田信豊の立場として、信豊が東信濃支配の拠点となっていた東信濃の小諸城（長野県小諸市）主であるとする説が支配的であったが、1987年には黒田基樹により信豊の小諸領支配を示す文書は見られないことが指摘されている。『信長公記』『甲乱記』『軍鑑』ではいずれも小諸城主は下曽根氏としており、武田氏滅亡に際して信豊が小諸城に逃れたことを記している。
勝頼期には、天正3年（1575年）、三河黒瀬（現在の愛知県新城市作手黒瀬）にて、作手の国人である奥平定能・貞昌父子の動向を監視している。
同年5月21日には長篠の戦いでは、武田信豊は小幡信貞・武田信廉らと武田軍の中央隊に配置されており、相備は不明であるが甲斐国の武川衆の青柳氏・跡部氏らが寄子・同心衆として付属している。
『信長公記』によれば武田信豊は「四番」に織田・徳川勢に対して攻撃を仕掛け、武田勢の撤退に伴い小山田信茂らと勝頼を固めるように布陣し、未刻（午後2時）頃に勝頼らとともに戦場を離脱している。
『甲陽軍鑑』によれば、長篠の戦いの時、信濃北部の海津城に在番していた譜代家老の春日虎綱（高坂昌信）は信濃駒場において武田勝頼を迎えた。同年6月半ばには、武田勝頼に「五箇条の意見書」を提出したとする逸話を記している。
「五箇条の意見書」は、後北条氏との同盟強化やは長篠の戦いで戦死した内藤昌秀、山県昌景、馬場信春らの子息を奥近習衆に取り立てることなどを提案し、同時に敗戦の責任を取らせるために武田信豊と親族衆の穴山信君を切腹させることを提言したという。穴山信君は長篠合戦において右翼に配置されているが諸記録には穴山隊の奮戦が記されておらず、『甲陽軍鑑末書』では穴山信君が積極的な攻勢に出なかったと記しており、『甲陽軍鑑』における信君の責任はこのことを指すと考えられている。ただし、この虎綱（高坂昌信）の提案に関しては検討を要する点も指摘される。

### 甲越同盟と武田信豊
天正4年（1576年）6月には安芸国の毛利輝元のもとへ庇護されていた将軍・足利義昭が織田信長打倒のため武田・北条・上杉三者の和睦として甲相越三和を求めると、武田信豊は武田側の取次を務めている。
天正6年（1578年）3月13日、越後で上杉謙信の死後に上杉景虎・上杉景勝の間で家督を巡る御館の乱が起こる。武田勝頼は甲相同盟に基づき上杉景虎の支援を目的に出兵し、この時、武田信豊は武田軍の先陣を務めた。武田勝頼は上杉景勝側から和睦を提示されるとこれに応じ、この時の武田信豊は景虎・景勝間の和睦を調停した。この際に印文「信豊」の朱印を用いている。
武田信豊は武田軍の先陣の総大将として信越国境の海津城（長野県長野市松代町）の城代・春日虎綱（高坂昌信）とともに上杉景勝との和睦交渉に携わる。同年8月20日には勝頼の仲介による景虎・景勝間の和睦が成立するが、その間に徳川家康が駿河へ侵攻すると、武田勝頼は8月28日に軍を撤兵する。
勝頼の撤兵中に景虎・景勝間の乱は再発し、翌天正7年3月24日に上杉景虎が滅亡した。これにより「甲相同盟」が破綻し。北条氏・徳川氏の間で同盟が結ばれた。武田信豊は同年9月には勝頼に従い駿河へ出陣しており、三枚橋城（静岡県沼津市）の築城に携わっていたと考えられている。北条との全面戦争に突入したことで武田勝頼は上杉景勝との同盟を強化し、同年9月には武田・上杉間に婚姻同盟が結ばれ、甲越同盟が締結される。この時、武田信豊は取次役を務めている。
甲越同盟により上杉領であった東上野が武田方に割譲されると、武田信豊は上野国衆の服属に携わっている。信豊は上野小幡氏の娘を室に迎えているが、『甲乱記』『武田源氏一統系図』では信豊室を小幡信真（上総介）の娘としている。しかし信真は信豊との年齢差が近く、『小幡次郎系図帳』に拠れば信豊室を信真の妹としていると記されることから、信真の父である憲重（尾張守）の娘が信豊室であると考えられている。
また、天正7年（1579年）に勝頼は対北条氏のため常陸国の佐竹氏とも同盟を結び（甲佐同盟）、信豊は佐竹氏との同盟にも携わっている。

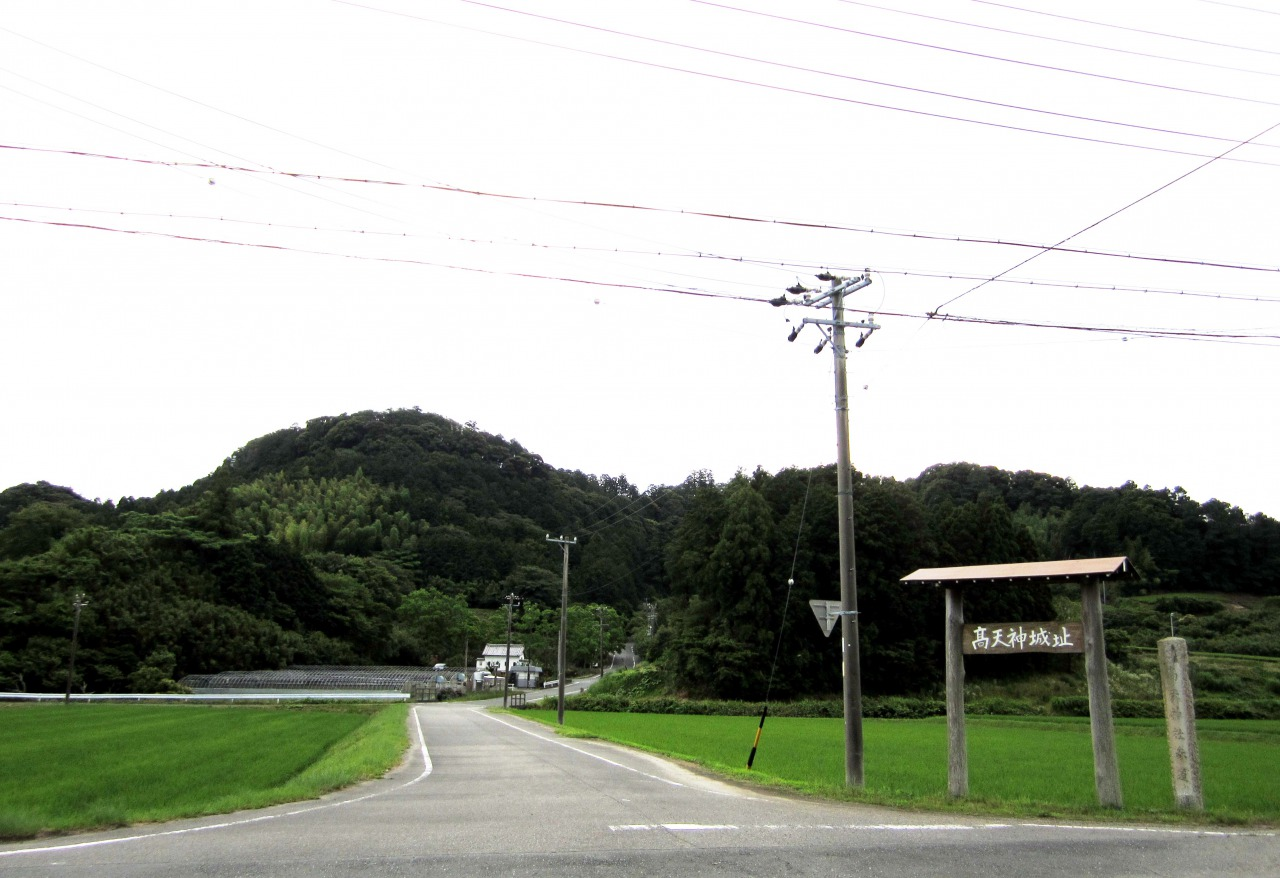
高天神城遠景

天正8年（1580年）3月11日付印月斎宛書状（『蓮華定院文書』）に拠れば、武田信豊は同年には「相模守」を称している。『軍鑑』によれば、天正9年（1581年）に勝頼は穴山信君と約束していた信君の嫡男勝千代と次女の婚約を破棄し、武田信豊の子と婚約させたという。
天正9年（1581年）10月、武田軍の遠江国高天神城（静岡県掛川市）に対して徳川家康が軍で包囲した。この時、駿河において北条氏政に釘付けとなっていた武田勝頼は高天神城を救援することが難しい状況であった。
このころ、武田勝頼は武田家に織田氏の人質として滞在していた織田信房（源三郎）を織田信長のもとへ返還し、信長との和睦を試みていた（甲江和与）。勝頼が高天神城の救援を行わなかった事情のひとつとして信長との和睦交渉への影響を懸念していた点が指摘されるが、
『甲陽軍鑑』によれば勝頼は高天神城を救援する意志はあったものの、勝頼は家康の同盟者である信長との和睦を試みていたため、信長を刺激することを恐れた武田信豊や跡部勝資らの反対意見により救援の派遣を留まっていたという。

### 武田家の滅亡と信豊
天正10年（1582年）1月28日、信濃木曽郡の国衆・木曾義昌が信長へ内通して武田氏に反旗を翻したため、武田勝頼は武田信豊を将とする討伐軍を木曾谷へ派遣した。
武田信豊の率いる武田軍は織田信忠の援軍を得た木曾軍によって鳥居峠にて敗北した。その後、武田信豊の軍は、諏訪上原城で武田勝頼の軍と合流し、新府城（山梨県韮崎市）へ帰還した。
『信長公記』『甲乱記』に拠れば、この敗北を契機とした甲州征伐において、3月2日に武田信豊は家臣20騎程と共に郡内領へ逃れる武田勝頼と別れ、信濃小諸城へ逃れて再起を図った。『当代記』に拠れば、この時の武田信豊は関東へ逃れる意図もあったという。しかし信濃小諸城の城代の下曾根浄喜に叛かれ、二の丸に火を掛けられ嫡男の次郎や生母・養周院、家臣とともに自害した。享年34。
この武田信豊の自害の日付は『信長公記』では3月16日とし、『恵林寺雑本安見記』では3月12日としている。
織田・徳川勢の侵攻により武田勝頼とその嫡男の信勝も自害し、信豊の首は勝頼・信勝、仁科盛信の首級とともに信濃国飯田の信長のもとへ届けられ、長谷川宗仁によって京都に輸送され、獄門にかけられた後に南化玄興により京都市右京区花園の妙心寺に葬られた。長野県阿智村にある頭権現（大平神社）の御神体は頭蓋骨で、信豊のものという説もある。

## 人物
『甲乱記』では武田信豊は従兄の勝頼と同世代で親しく、勝頼期の政権を補佐する立場にいた人物としている。また、『軍鑑』『武田三代軍記』では「武田の副将」との立場を記している。
父・信繁と通称が同じ典厩のため、父は古典厩（こてんきゅう）、信豊は単に典厩または後典厩（ごてんきゅう）と呼ばれている。
信豊の関係文書は黒田基樹による1987年時点の集成で信豊発給文書が19点（永禄10年8月7日から天正8年8月19日、年未詳3点）、信豊受給文書が10点（永禄10年8月7日から天正4年8月3日）、および関係文書12点が知られている。